# Joan Castanyer
Joan Castanyer i Romaní, conegut a França com a Jean Castanier, (Blanes, Selva, 3 de març de 1903 - Antibes, França, 1972), fou un director de cinema, guionista i actor català.

## Biografia
L'any 1925 ja està documentada la seva presència a París i la seva estreta relació amb els grans artistes i intel·lectuals del seu temps com Luís Buñuel i Salvador Dalí. Fou pintor, decorador, escriptor i cineasta. Però la seva entrada en la història del cinema ve de la mà de la seva estreta col·laboració amb el cineasta Jean Renoir. No és, de cap manera, un de tants personatges secundaris que es mouen a l'ombra dels grans artistes, ans al contrari, resulta un creador de gran influència en el cinema de Renoir dels anys 30. Castanyer fou un dels fundadors de Le group Octobre que es constituí l'any 1932 i que postulava la necessitat d'un cinema militant. En paraules d'Àngel Quintana: «Castanyer és fonamental en el desenvolupament d'una consciència política en l'obra de Renoir». En un dels films de Renoir més militants, Le crime de Monsieur Lange (1935), la idea i guió de la pel·lícula són de Joan Castanyer, que també en va fer els decorats. Es tracta d'una obra amb un profund sentit de la justícia social. Va treballar en altres pel·lícules de Jean Renoir com Boudu sauvé des eaux (1932), La nuit du carrefour (1933), Chotard et Cie (1933), i actuà també en altres pel·lícules tardanes de Renoir, com French Cancan (1954) i Elena et les hommes (1956).
Durant la Guerra civil, la Generalitat de Catalunya li va encomanar la direcció de Laya Films, que era la secció cinematogràfica del Comissariat de Propaganda de la Generalitat. Ramon Biadiu, que era muntador i va entrar a treballar a Laya Films l'any 1936, ens descriu així el Castanyer que ell va conèixer: «Arribà a Barcelona acompanyat d'un fill de 6 o 7 anys i vidu d'una gentil vienesa, ballarina de l'Òpera de Paris (…) Però el Castanyer que jo vaig conèixer era per sobre de tot un català d'una sola peça i tan autèntic com unes espardenyes de Blanes, d'on era fill. Sensible, somniador, generós i d'un tracte exquisit, civilitzat. Sempre amb la pipa a la mà, mentre parlava (o somniava) s'anava gronxant suaument fent un pas endavant i un altre enrere».
Castanyer també va dirigir els seus propis films, com ara L'Homme qui revient de loin (1949), Gitans d'Espagne (1945) o Andorra, una pel·lícula desconeguda que el govern andorrà va rebre l'any 2005 en una donació d'un col·leccionista que la va trobar als EUA. La fundació ha gestionat el préstec d'aquesta pel·lícula amb l'Arxiu Nacional d'Andorra, i per primer cop aquesta obra de Joan Castanyer s'estrenà al nostre país.
El cert és que el personatge està embolcallat en un núvol de misteri i desconeixement, que varen dur a Romà Gubern a afirmar que és «una de les figures més extraordinàries i singulars, alhora que ignorades, de la història del cinema espanyol i francès».

## Le Catalan
A París, va regentar un restaurant, Le Catalan, situat a la rue des Grands Augustins, just al davant del taller de Picasso. El restaurant fou freqüentat per la intel·lectualitat i els artistes de París. En aquest restaurant, Françoise Gillot va conèixer Pablo Picasso, que n'era un client habitual (algunes obres de Picasso es van pintar en les estovalles del restaurant). Jean-Paul Sartre, Simone de Beauvoir, Jean Cocteau, Balthus, Georges Auric, Apel·les Fenosa i un inacabable llistat de personalitats eren els comensals habituals del petit restaurant.
El cineasta francès Pierre Kast (1920-1984) relatà a Cahiers du cinema l'any 1951, com va tenir l'oportunitat de conèixer a Joan Castanyer i Luis Buñuel en el restaurant Le Catalan, car el gran artista havia acabat una pel·lícula a Mèxic, i de manera secreta havia anat a París on va visitar el seu amic Castanyer. De fet, Joan Castanyer ja es trobava entre els actors de la famosa obra mestra de Buñuel L'Âge d'Or (1930).
Joan Castanyer és un dels amics de Jean Cocteau i apareix a la pel·lícula Coriolan (1950), un film que per voluntat expressa dels seus autors només s'ha exhibit entre amics i que volgueren que restés com la seva «obra mestre desconeguda».

## Obra pictòrica
La seva obra pictòrica és encara més desconeguda. César Gonzalez-Ruano, el va tractar els anys quaranta a París i diu d'ell que «com a pintor estava en un cubisme evolucionat vers el primitivisme realista de Dalí». La fundació ha localitzat a la Universitat de Califòrnia tretze obres de Castanyer, rebudes per aquesta institució per una donació d'un col·leccionista.

## Filmografia provisional

### Com a director
- Gitanes d'Espagne (1945). Produïda per Pierre Braunberger
- L'Homme qui revient de loin (1949)
- Andorra (ca. 1940)

### Com a guionista o decorador
- Le crime de Monsieur Lange (1935) de Jean Renoir
- Boudu sauvé des eaux (1932) de Jean Renoir
- La nuit du carrefour (1933) de Jean Renoir
- Chotard et Cie (1933) de Jean Renoir
- Merci Natercia! (1960) de Pierre Kast

### Com a actor o extra
- L'Âge d'or (1930) de Luis Buñuel (Joan Castanyer actua com a extra, fa de convidat a un concert)
- Coriolan (1950) de Jean Cocteau.
- French Cancan (1954) de Jean Renoir
- Elena et les hommes (1956) de Jean Renoir (Joan Castanyer fa d'Isnard)
- Suivez-moi jeune homme (1958) de Guy Lefranc